# 皮爾斯 (內布拉斯加州)
皮爾斯（英語：Pierce）是一個位於美國內布拉斯加州皮爾斯縣的城市。根據2010年美國人口普查，該地共人口1767人，而該地的面積約為2.40平方千米。同時該地也是皮爾斯縣的縣治。

## 地理
皮爾斯的座標為42°11′58″N 97°31′46″W / 42.19944°N 97.52944°W，而該地的平均海拔高度為482米（即1581英尺）。